# Cantó d'Argentré-du-Plessis
El cantó d'Argentré-du-Plessis és una antiga divisió administrativa francesa situat al departament d'Ille i Vilaine a la regió de Bretanya. Va desaparèixer el 2015.

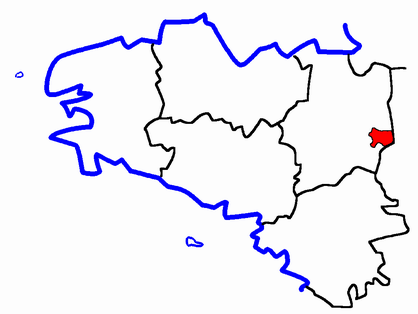
Situació del cantó

## Composició
El cantó aplega 9 comunes :
| Nom francès            | Nom bretó            | Població | km²    | Codi Postal | Codi INSEE |
| Argentré-du-Plessis    | Argantreg-ar-Genkiz  | 3.614    | 41,46  | 35370       | 35006      |
| Brielles               | Brielloù             | 513      | 11,40  | 35370       | 35042      |
| Domalain               | Domalan              | 1.490    | 33,54  | 35680       | 35097      |
| Étrelles               | Stredell             | 2.130    | 27,17  | 35370       | 35109      |
| Gennes-sur-Seiche      | Gen                  | 740      | 18,50  | 35370       | 35119      |
| Le Pertre              | Ar Perzh             | 1.361    | 43,63  | 35370       | 35217      |
| Saint-Germain-du-Pinel | Sant-Jermen-ar-Bineg | 648      | 11,30  | 35370       | 35272      |
| Torcé                  | Tourc'heg            | 916      | 14,03  | 35370       | 35338      |
| Vergéal                | Gwerial              | 590      | 11,21  | 35680       | 35350      |
| Cantó                  | Argantreg-ar-Genkiz  | 12.002   | 212,24 | -           | 3502       |

## Evolució demogràfica
| 1962   | 1968  | 1975  | 1982   | 1990   | 1999   |
| ------ | ----- | ----- | ------ | ------ | ------ |
| 10.022 | 9.783 | 9.830 | 10.279 | 11.024 | 12.002 |

## Història
| Data d'elecció                           | Identitat      | Partit        | Qualitat |
| ---------------------------------------- | -------------- | ------------- | -------- |
| 2001-2013                                | Émile Blandeau | Divers droite |          |
| les dades anteriors no són pas conegudes |                |               |          |
|                                          |                |               |          |